# Фавето (Ђенова)
Фавето је насеље у Италији у округу Ђенова, региону Лигурија.
Према процени из 2011. у насељу је живело 33 становника. Насеље се налази на надморској висини од 182 м.